# کاماردا
کاماردا (به ایتالیایی: Camarda) یک منطقهٔ مسکونی در ایتالیا است که در لاکوئیلا واقع شده‌است.